# 오하늬
오하늬(1990년 3월 26일~)는 대한민국의 배우이다.

## 출연작

### 영화
- 《벚꽃때문에》(2014년)
- 《목격자》(2014년) - 알바생 역
- 《쎄시봉》(2015년) - 여고생 2 역
- 《순수의 시대》(2015년) - 취항루 기녀 역
- 《스물》(2015년) - 분장팀 역
- 《무뢰한》(2015년) - 손민지 역
- 《해어화》(2016년) - 경성클럽직원 5 역
- 《밀정》(2016년) - 황서임 역
- 《미옥》(2016년) - 웨이 역
- 《iLuv》(2017년)
- 《세계화 시대의 진화》(2017년) - 진화 역
- 《나를 기억해》(2018년) - 양세정 역
- 《박화영》(2018년) - 손가락 문신녀 역
- 《그대 이름은 장미》(2019년) - 어린 미란 역
- 《계절과 계절 사이》(2019년) - 지은 역
- 《다정을 위한 시간》(2019년) - 하나 역
- 《디바》(2020년) - 초아 역
- 《굿타임》(2020년) - 이령 역(단편 영화)
- 《관계의 가나다에 있는 우리는》(2021년) - 최한나 역
- 《하이파이브》(2025년) - 소방관 아내 역

### 드라마
- 《백년의 유산》(2013년, MBC) - 술집 여자 역
- 《KBS 드라마 스페셜 - 불침번을 서라》(2013년, KBS2) - 송강자 아들의 여자친구 역
- 《역도요정 김복주》(2016년, MBC)
- 《위대한 유혹자》(2018년, MBC) - 박혜정 역
- 《이별이 떠났다》(2018년, MBC) - 이아인 역
- 《왕이 된 남자》(2019년, tvN) - 애영 역
- 《날 녹여주오》(2019년, tvN) - 박경자 역
- 《조선로코 - 녹두전》(2019년, KBS2) - 인목대비 역
- 《쌍갑포차》(2020년, JTBC) - 유미 역(특별출연)
- 《삼남매가 용감하게》(2022년, KBS2) - 민유리 역
- 《나쁜 엄마》(2023년, JTBC) - 선영 역
- 《국민사형투표》(2023년, SBS) - 강윤지 역
- 《타이코메트리》(2024년, 웹드라마)
- 《우씨왕후》(2024년, TVING) - 사비 역